# Real Zaragoza 1974-1975
Questa voce raccoglie le informazioni riguardanti il Real Saragozza nelle competizioni ufficiali della stagione 1974-1975

## Rosa
| N. |                     | Ruolo | Calciatore                   |
| -- | ------------------- | ----- | ---------------------------- |
| 1  | Spagna (bandiera)   | P     | Juan Luis Irazusta           |
| 2  | Uruguay (bandiera)  | D     | Juan Carlos Blanco           |
| 3  | Spagna (bandiera)   | D     | José Manuel González         |
| 4  | Spagna (bandiera)   | D     | José Luis Violeta            |
| 5  | Spagna (bandiera)   | D     | José Luis Rico               |
| 6  | Spagna (bandiera)   | C     | José Pablo García Castany    |
| 7  | Paraguay (bandiera) | C     | Saturnino Arrúa              |
| 8  | Spagna (bandiera)   | C     | Javier Planas                |
| 9  | Spagna (bandiera)   | A     | Laureano Rubial              |
| 10 | Paraguay (bandiera) | A     | Carlos Diarte                |
| 11 | Paraguay (bandiera) | A     | Adolfo Soto                  |
| 12 | Spagna (bandiera)   | P     | José Manuel Fernández Nieves |

| N. |                      | Ruolo | Calciatore                 |
| -- | -------------------- | ----- | -------------------------- |
| 13 | Spagna (bandiera)    | C     | Juan María Duñabeitia      |
| 14 | Spagna (bandiera)    | A     | José González González     |
| 15 | Spagna (bandiera)    | D     | Ángel Royo Valencia        |
| 16 | Argentina (bandiera) | D     | Iselín Ovejero             |
| 17 | Spagna (bandiera)    | P     | Manuel Villanova           |
| 18 | Spagna (bandiera)    | A     | Luis Ramón Leirós          |
| 19 | Spagna (bandiera)    | C     | Juan Manuel García Simarro |
| 20 | Spagna (bandiera)    | D     | Juan José Ruiz Igartua     |
| 21 | Spagna (bandiera)    | A     | Javier Galdós              |
| 22 | Spagna (bandiera)    | D     | Jesús Arenaza              |
| 23 | Spagna (bandiera)    | A     | Emilio Suárez Alzamora     |